# 會飲篇
《會飲篇》（拉丁語：Symposium），或譯作《会饮》、《饗宴篇》、《宴話篇》）是古希腊哲学家柏拉圖的一篇對話式作品，在公元前385-375年之间寫成。这作品被认为兼具哲学性与文学性。
與同時期的作品《費德魯斯篇》一樣，《會飲篇》討論的主題是愛的本質，以演講和對話的形式寫成，其中既有生动的神话比喻，也有條理分明的論證。在本作品中，爱的概念來源於古希腊語“ἔρως”一詞，原意指代愛神厄洛斯，这个词既可表示情欲之爱，也可表示受伟大事迹影响下的热情、勇气以及对死亡的不屑。它超越俗世範疇，上升到了灵魂高度。这个词只能被翻译为“爱”，但“爱”并无法传达它的全部意义，这也為非古希臘語讀者对此文本的理解带来一些困难。

## 文学形式
《会饮》是一篇对话录，但准确而言，本文是由数篇类似散文的演说构成。相比柏拉图的其它对话录，对话在这篇文本并不占主导地位。在《会饮》中，苏格拉底使用辩证法（也被称为苏格拉底反诘法）寻求真理，他通过提问促使他人反思，发掘出他们真正关心的东西，并引导他们对此作出表述。苏格拉底在各演讲之间找出其中观点矛盾之处，随后在寻找解决方法的尝试中发现背后的哲学。
《会饮》在很大程度上是柏拉图虚构的，很可能并未在历史上真实发生。《会饮》中的人物真实存在于历史中，但他们可能没有参加这次聚会，或没有发表过书中的言论。因此，柏拉图作品的读者并不需要探究于它与历史的契合度，而更需要关注作品中场景、人物、结构、角色和主题的布置与安排。
在很长一段时间里，人们都认为柏拉图为他的导师苏格拉底尽心描绘了一个理想的哲学家、一个圣人的形象，柏拉图笔下的苏格拉底所说、所作的一切都是柏拉图所认同的。但这个想法在20世纪后期受到了挑战。新的观点认为，《会饮》暗含了对苏格拉底本人以及他的哲学思想的质疑，并对他的部分行为提出了反对。有人认为，《会饮》可能暗示了对苏格拉底哲学脱离真实群众，一味追求抽象原理的批评。
不过上述由玛莎·努斯鲍姆提出的观点也可以被传统观点反驳。因为《会饮》对苏格拉底的描写与色诺芬笔下的苏格拉底一致（例如拒绝了阿尔西比亚德斯的告白），并且也符合柏拉图其它作品对苏格拉底的一贯描绘。柏拉图在《会饮》中展示出了苏格拉底极高的道德准则，不为冲动所驱使，全心投入到个人和团体自治的研究与实践之中。对话末尾，苏格拉底的自制与阿尔西比亚德斯的放荡形成了鲜明的对比，而这也预示了阿尔西比亚德斯日后鲁莽的政治生涯，糟糕的军事行动以及最终的死亡。阿尔西比亚德斯被自己美好的外表所腐蚀，而最终没能上升到哲学之美的理型。
詹姆斯·阿列蒂认为《会饮》与戏剧有诸多相似之处，其中穿插有许多情绪化与戏剧化事件，例如阿尔西比亚德斯的突然闯入。阿列蒂主张应该更多的以戏剧文本的方式研究这部作品，更多关注到角色与行为，而不是仅仅专注于其中的哲学论点。根据这个观点，书中各角色并非替作者发表言论，他们是为自己而表达。阿列蒂发现，一旦将此观点应用于《会饮》的解读，人们就能注意到各角色与希腊神祇的相似之处，或许这正是柏拉图希望借此表达的：当人们谈论诸神，他们就是在依据自身的想象创造诸神。
安德鲁·达尔比提出，《会饮》是对口述传统的极好描绘，它展现出了一段没有确证起源的口述文本如何通过不断地讲述而在叙述者之间传播，以及不同叙述对文本的佐证或冲突。《会饮》中的故事是由阿波罗陀若向朋友叙述的，但阿波罗陀若并不是这次宴会的参与者，他是朋友阿里司托得姆那里听到的叙述，阿里司托得姆参加了这次宴会。阿波罗陀若还向宴会的另一位参与者——苏格拉底本人确认了故事的部分内容。苏格拉底在发表自己的演说时则引述了另一个哲学家狄欧帝玛的话。

## 場景與人物
阿波羅多洛向朋友轉述他從阿里司托得姆那裡聽來阿伽颂宴會的談話。宴會是慶祝阿伽松的悲劇首次獲獎，所以阿伽颂邀請好友在他家中饗宴。蘇格拉底是被邀之列，阿里司托得姆則是在蘇格拉底赴宴途中相遇，並被蘇格拉底邀請一同前往，從而記下宴會中的討論內容。衆人用過餐後，照慣例應當開始飲酒誦詩，但是阿伽颂表示他前夜爲了慶祝劇作奪冠飲酒過量，無力再飲；席上的醫生厄律克西馬科斯也建議衆人節制飲酒。這時，修辭學家費德魯斯建議衆人輪番以同一話題發表演說，讓酒神戴歐尼修斯作爲評判。費德羅斯提出的話題是「厄洛斯」也即「愛情」，每人以自己的方法讚美愛神和他對人類的貢獻。席上衆人對這一建議表示贊同，並示意費德羅斯先行開始他的演說。
以下爲所有在文中發表演說的角色（每個角色都是一位真實存在，與蘇格拉底同時代的有名人物），並附有他們的演說開始的史蒂芬頁碼：
- 費德魯斯（178a）：雅典貴族，修辭學家，蘇格拉底的好友；
- 保薩尼亞斯（英语：Pausanias of Athens）（180c）：雅典貴族，阿伽頌的戀人；
- 厄律克西馬科斯（英语：Eryximachus）（186a）：著名醫生阿枯墨諾斯（英语：Acumenus）之子；
- 阿里斯托芬（189c）：喜劇作家，有多部作品傳世，雅典舊喜劇的代表人；
- 阿伽頌（195a）：悲劇作家，宴會的東道主，前日剛剛慶祝其第一部悲剧作品在酒神節獲冠軍；
- 蘇格拉底（201d）：哲學家，柏拉圖所有對話錄中的主人公；
- 阿爾西比亞德斯（214e）：雅典貴族，以藐視傳統道德宗教而著名，其後作爲政治人物對希臘歷史起到重要的影響。

## 內容簡介
厄律克西馬科斯提議，宴會上的客人們依次做一篇對愛神的頌辭。眾人一致稱讚了身為年長男子的愛人和作為少年男子的情人之間的愛情。全文包括六篇對愛神的頌辭和一篇對蘇格拉底的稱讚，對話的高潮是阿里斯托芬講述的原始的三種性別的人因犯罪而被宙斯剖成兩半的神話，以及蘇格拉底轉述女巫關於愛是愛智的精靈的討論。文章結構精巧，層層遞進，一開始肯定了愛是美好幸福的源泉；進而區分了迷戀肉體的凡俗的愛，和鍾愛靈魂的天上的愛；然後上升到對愛神的本性的爭辯，最終提出了愛是對美本身的追求，是通過生育在有死的凡人身上實現不朽的辦法；文章借蘇格拉底之口，表達了人們應該在愛的教育上不斷攀登，由個別的美到一切的美，由形體的美到美的相，由美的行動到美的知識，最後抵達自在自足的美本身。
在这部作品中，柏拉图通过层层转述，极为隐晦地替苏格拉底（哲学的代表）反驳了阿里斯托芬（诗的代表）的《云》中对哲学的“抹黑”。

## 演說

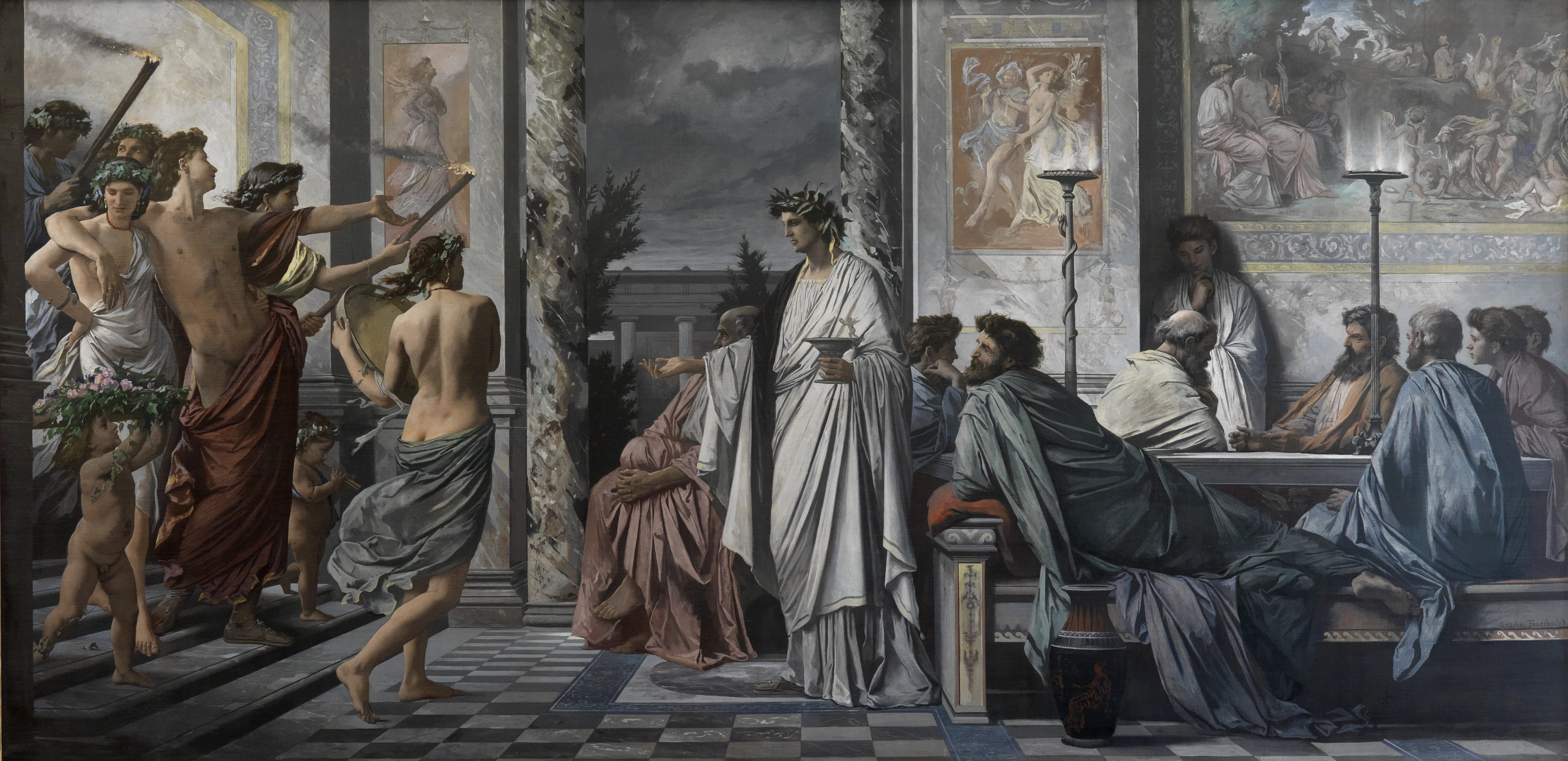
柏拉图的会饮，由安塞尔姆·费尔巴哈偶创作

### 費德魯斯
費德魯斯引述赫西俄德和巴門尼德的詩篇論證說：愛是一尊神，且是衆神中最年長的一位。除此之外祂還爲人類帶來最大的福祉，激勵英雄在愛人的目光下勇往直前，讓不論是男性還是女性都願意爲所愛者付出生命。此外，衆神不僅保佑愛人，更是爲接受了愛人追求的被愛人準備了無上的榮譽。因此，費德羅斯認爲愛情是衆神中最年長、最尊貴的一位，還是人類生前與死後的幸福最高的淵源。

### 保薩尼亞斯
阿里司托得姆轉述的下一位演說者是保薩尼亞斯。保薩尼亞斯說：要想讚美愛神，便要首先區分兩尊不同的愛神。他引述古希臘神話論證，正因神話中有兩個不同的阿芙羅黛蒂誕生的故事，因此她的兒子愛神厄洛斯也有兩個不同的分身。其中一名是「天上愛神」，來自天神烏拉諾斯誕出的阿芙羅黛蒂，代表了尊貴和神聖的愛情；另一名是「人間愛神」，來自宙斯和狄俄涅誕出的阿芙羅黛蒂，代表世俗和肉慾的愛情。由於天上愛神的母親阿芙羅黛蒂只由男神生出，所以尊貴和神聖的愛情也以少年爲戀愛的對象（古希臘少年愛），而人間愛神出自男女結合所以世俗的愛情亦在男女之間進行。
除此以外，保薩尼亞斯還討論了愛情的倫理和希臘各城邦用來約束愛情的法律。保薩尼亞斯認爲，不論是神聖還是世俗的愛情都必須以法律約束，以免愛人的失節影響到愛神的聲譽。有些希臘的城邦法律中將一切愛情都視作美好的，其他的希臘城邦和波斯帝國的法律則反對、限制愛情。雅典對愛情的法律和習俗在保薩尼亞斯看來是值得仿效的典型：雅典人鼓勵愛人逾越一切限制去追求所愛之人，卻鼓勵被愛的少年不輕易接受愛人求愛，而是通過考驗來確定愛人是一名品德高尚者。這樣的愛情在他看來便是天上愛神的愛，爲愛人與被愛的人同時帶來美德的提昇。
保薩尼亞斯說罷，演說輪到了阿里斯托芬，然而突然開始打嗝不止的阿里斯托芬向厄律克西馬科斯請求互換演講順位，由後者替他先行回應保薩尼亞斯。答應了阿里斯托芬的厄律克西馬科斯開始進行他的演說。

### 厄律克西馬科斯
身爲一名醫生的厄律克西馬科斯肯定了保薩尼亞斯的觀點，但是又補充說愛情所司掌的領域不僅僅在人世間，而是包括動、植物在內的整個宇宙都依照愛情的規律運行。人的身體中有健康與不健康兩種愛情的存在，而醫生的職責便是分離兩種愛情、排除不健康的一種以保護健康的愛情。對立的事物（冷熱、乾溼等）之間互相剋制，而醫生可以通過醫術變相剋爲相生，以此達到讓身體中產生和諧的作用。
厄律克西馬科斯還引述說：宇宙間的一切都存在相生相剋，而音樂便是調和宇宙間相剋的元素，讓它們達成和諧的藝術。因此，身體、音樂與天文等等領域都需要愛情合適的引導，而這種健康的愛情也是讓人與人之間、乃至人與神之間建立友好關係不可或缺的一部分。

### 阿里斯托芬
通過噴嚏止住了打嗝的阿里斯托芬先行向衆人解釋，他的演說是以一位喜劇作家的視角寫成的，因此可能被衆人取笑。阿里斯托芬說：要想解釋愛情，便要先解釋「人」的由來。現在的人有兩種性別（男性與女性），而上古的人在他的故事中則有三種：男性、女性和「男女性」。其中男性來自太陽、女性來自地球、男女性則來自月亮。這些原始人有兩幅面孔、兩對口鼻、四手四腳和兩副生殖器，跑起來會用他們的八隻手腳像雜技演員一樣滾翻。原始人力大無窮，甚至企圖衝撞、推翻衆神。見此情景的宙斯本打算用閃電將他們全部打倒，卻又擔憂人類若滅亡以後衆神將失去獻祭品；最後宙斯決定將每個人從中間一分爲二：每個男性分爲兩個男人、每個女性分爲兩個女人、每個男女性則分爲一男一女。從此以後，每個人都開始尋找他們起初被分離開的另一半，因此便有了男同性戀、女同性戀與異性戀三種人的存在。
阿里斯托芬說，由於愛情的本質是尋找失去的另一半，所以在找到了另一半以後的人唯一的願望便是和另一半的自己永遠合二爲一，這便是愛情的最終目的。最後，他總結道：他的理論與前面的演說比起來，既對男性又對女性有效；人類最高的幸福便是每個人都能找到自己失去的另一半，但是如果無法做到這一點，我們所能做的就是在現有的條件下找到與此最爲接近的愛情。
阿里斯托芬語畢，席間只剩下阿伽颂與蘇格拉底二人尚未進行演說（阿爾西比亞德斯尚未登場）。兩人在一番謙讓後，費德羅斯示意阿伽颂不要再推託，而阿伽颂也開始了他的演說。

### 阿伽颂
阿伽颂的演讲带有自觉的诗意与修辞，这是苏格拉底向来嘲讽的诡辩家手法。
阿伽颂抱怨说，前几位演讲者只说人从神那里得来的幸福，却没有颂扬爱神本身(194e)。阿伽颂说，爱神是最年轻的神，与其它年老的神为敌(195b)。爱神总是与年轻的神打交道，而刻意避开年老的神。他是娇嫩的，从来只踏软的不踏硬的。所以，似乎宴会上只有阿伽颂一人有资格成为爱神的伴侣，而很明显，最年长的苏格拉底被排除在外了。阿伽颂还说，爱神造就了公正、审慎、勇敢、智慧，这些古希腊的基本美德(196b-197b)。尽管阿伽颂的演说并无哲学说教，但柏拉图仍为这段演说赋予了极其优美的形式，并且阿伽颂的演说也支持了柏拉图有关爱的观点，即爱的对象必然是美的。

### 蘇格拉底
苏格拉底对阿伽颂的演说表示恭维，然后他询问是否可以进一步讨论阿伽颂的言论。在得到同意后，苏格拉底开始了一系列的问答，引出苏格拉底著名的反诘法。
首先，苏格拉底询问阿伽颂，一个人渴求自己已拥有的东西是否合理，例如一个健康的人渴求健康(200a-e) 。阿伽颂回应说，不合理，但他很快就发现了自己的矛盾之处：他曾说爱神渴望年轻，那么爱神自己必然不年轻；爱神渴望美，那么爱神自己必然不美。于是阿伽颂只好摒弃了先前的论点。
随后，苏格拉底开始讲故事，这是与以往理性辩论不同的手段。苏格拉底提到他与一个来自曼底内亚的女人的对话，这个女人叫狄欧帝玛。在对话中，狄欧帝玛与苏格拉底的关系正如先前苏格拉底同阿伽颂的关系。
狄欧帝玛首先解释说，爱既不是神也不是凡人，他是一个代蒙，是介于神与人之间的生灵，他是在众神为庆祝阿佛洛狄忒诞生而举办的宴会上出生的。宴会上，丰饶神波若醉倒在宙斯的花园，前来行乞的匮乏神贝妮娅趁机与波若睡在一起，生下了爱神。因为爱神在阿佛洛狄忒的生日上出生，他就成了阿佛洛狄忒的仆人与随从。作为丰饶神与匮乏神的孩子，爱神继承了两种不同的特质：从母亲那里，他贫乏、丑陋、居无定所(203c-d)；从父亲那里，他勇敢、莽撞、精力充沛。他处于智慧与无知之间，他知道自己的无知，于是付出加倍努力。因为智慧属于最美的东西，而爱神最爱美的事物，所以他时刻处于对智慧的追求之中，他从始至终是个“爱智者”，是个哲学家。
在描述了爱的起源之后，狄欧帝玛问道，既然爱总在寻求“美的事物”(204b) ，既然爱神影响着所有人类，那为什么似乎只有一小部分人愿意用一生去追求美？狄欧帝玛解释说，美并非终点，它是通往更伟大事物的手段，是从有死转为永生的繁殖与分娩(206c) 。人和动物到了一定年龄，就迫不及待要生育，他们四处游荡，寻找繁殖地点。有些人只在身体上繁殖并生养孩子。而另一些人则同时在身体与心灵中怀孕，他们怀的不是孩子，他们怀有智慧、美德和一切国家治理的技艺(209a)。美指引着这些人，但它所指向的不再是外表的美，而是可使灵魂繁衍的知识。
最后，狄欧帝玛向苏格拉底叙述了应当如何培养这类灵魂的追求者。首先，他们在幼年时需要被教导去追求美的形体，然后随着时间流逝，他们会发现美好形体间共通的美，从而转向追求心灵的美和对知识的爱。最终，他们所见的不再只是表象的美，而是美的理型本身(211a-b)，即柏拉图理论中美的真实形式。
根据马尔西利奥·费奇诺写于1484年的《论爱》，这篇演说是柏拉图式恋爱的概念起源。

### 阿爾西比亞德斯

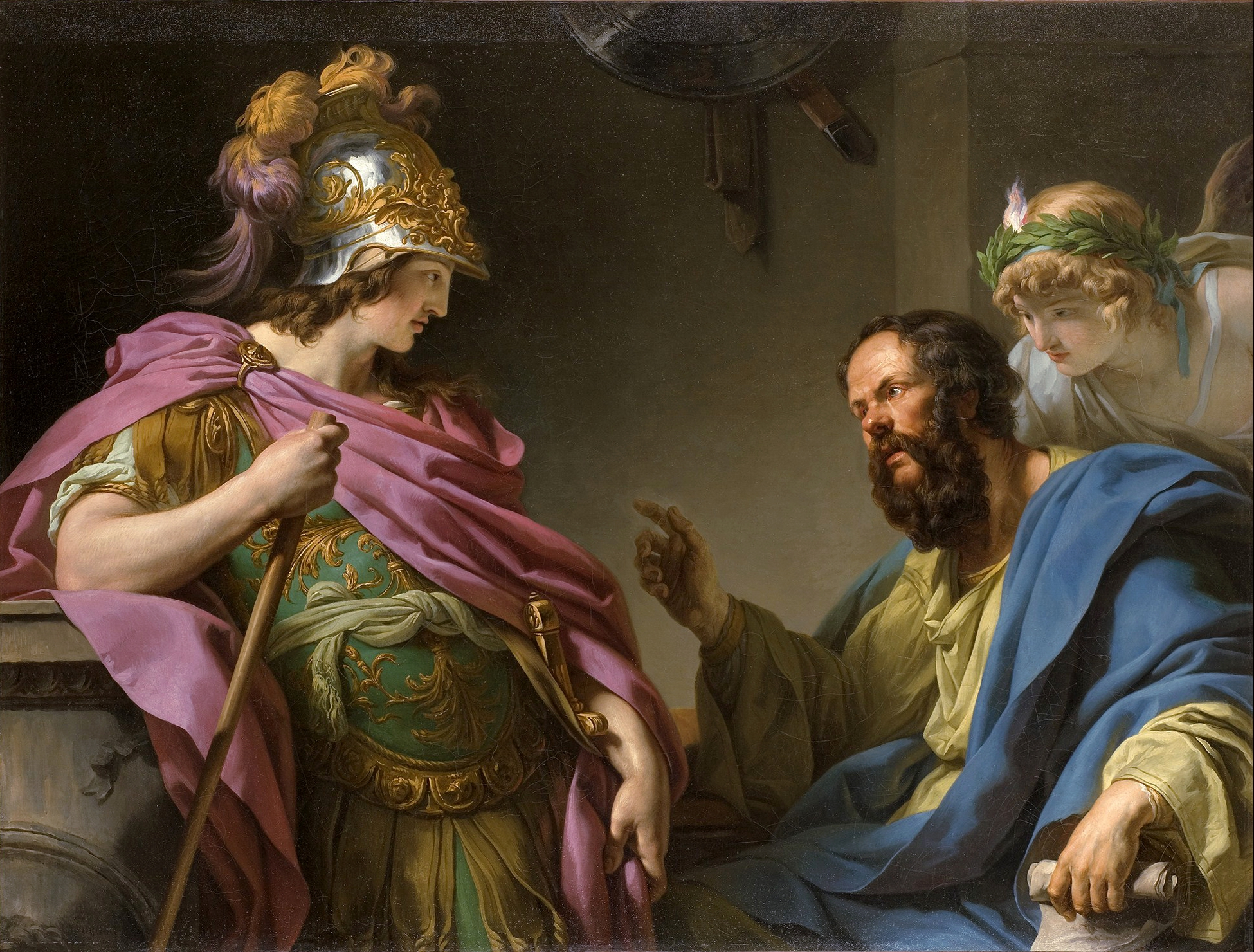
《被苏格拉底教导的阿尔西比亚德斯》，弗朗索瓦-安德烈·文森特，1776

苏格拉底说完后，喝的醉醺醺的阿尔西比亚德斯闯入了宴会。和阿里斯托芬、阿伽颂一样，阿尔西比亚德斯也是历史上真实存在的人物。这次宴会后一年，阿尔西比亚德斯因被指控亵渎神灵而被判死刑，他不得不逃离雅典，投靠斯巴达。据阿尔西比亚德斯自己承认，他长得十分英俊。
阿尔西比亚德斯被安排坐在阿伽颂和苏格拉底之间。他向苏格拉底叫喊，说苏格拉底不去坐在别人那里，却偏要坐在两个最漂亮的人身边。苏格拉底请求阿伽颂保护他，并请求妒忌的阿尔西比亚德斯原谅他(213d)。阿尔西比亚德斯好奇为什么各位宴会参与者都未喝醉，随后他被告知了这次宴会的主题：每人都要发表一篇对爱神的颂辞(213e, c)。结束与苏格拉底的闲聊后，阿尔西比亚德斯向众人表示苏格拉底的话不可信，他将发表演讲来赞美苏格拉底 (214c-e)。
阿尔西比亚德斯首先把苏格拉底与西勒努斯雕像相比，雕像丑陋、空心，肚子里填充有许多小小的金质神像(215a-b)。然后，他又将苏格拉底比作萨堤尔，萨堤尔通常被描绘为具有野兽般的性欲、举止和特征，并且经常勃起。
接着，阿尔西比亚德斯说，苏格拉底的言语令他神魂颠倒，让他觉得身为贵族的自己却有如奴隶(215e)。苏格拉底是唯一让自己感到羞愧的人(216b)。但苏格拉底并不在乎这些(216d)，大多数人并不知道苏格拉底的内心：
他倒是把这些东西看得一文不值，我跟你们说，他把我们看得一文不值，做出愤世嫉俗的样子，一辈子都在讥嘲世人。可是当他认真地推心置腹的时候，谁都看见他肚子里的那些神像。这些神像我看到过一次，它们非常神圣地、金光闪闪地、无比美好地，奇妙地向我走来，使我感到必须五体投地的去遵照苏格拉底的愿望去做。——会饮，216e–217a
阿尔西比亚德斯对苏格拉底的智慧感到深深好奇，但他真正渴望的仍是性的关系(217a)。苏格拉底对每一位遇到的人都给予相同的柏拉图式的爱，却因为阿尔西比亚德斯的骄傲、欲望和不道德行为而放弃了对他的教导。见到苏格拉底毫无所动，阿尔西比亚德斯开始了他的主动追求，“像一个情人追求爱人那样”(217c-217d)。伴随着苏格拉底的不断回绝，阿尔西比亚德斯开始幻想苏格拉底是他唯一的理想爱人。于是有一晚，他邀请苏格拉底来家里过夜，他对苏格拉底说，他很想提升自己的修养，而苏格拉底最适合帮助他实现这个目标(218c-d)。苏格拉底回应道，假如自己真有这种能力，他又为什么要用这种真实（内在）的美来交换阿尔西比亚德斯所提供的外表之美呢。并且苏格拉底还表示，阿尔西比亚德斯理解错了，他自己并没有那种本事(218e-219a)。那晚阿尔西比亚德斯在苏格拉底身边睡了一夜，没有性的尝试，带着深深的耻辱(219b-d)。
然后，在演讲中阿尔西比亚德继续描述苏格拉底的美德，描述他在战斗中的勇气和对寒冷和恐惧的免疫。有一次苏格拉底甚至救了阿尔西比亚德的命，并拒绝为此接受荣誉（219-221c）。最后阿尔西比亚德总结说，苏格拉底的思想与成就是独一无二的，任何人都没法与他相比(221c)。

### 引用
1. ↑  Cobb，第11頁.
2. ↑  Leitao，第183頁.
3. 1 2  Cobb, William S. . Albany: State University of New York Press. 1993  [2022-04-17]. ISBN 0-585-05526-2. OCLC 43475070. （原始内容存档于2020-06-26）.
4. ↑  Cobb，第4頁.
5. ↑  Benardete, Seth. . Chicago: University of Chicago Press. 2001. ISBN 0-226-77685-9. OCLC 45654905.
6. ↑  Benardete, Seth; Bloom, Allan. . Chicago: University of Chicago Press. 2001: 57–58. ISBN 0-226-04273-1. OCLC 44046766.
7. ↑  Cobb，第3頁.
8. ↑  Hamilton, Walter. . Harmondsworth, Middlesex, England. 1951. ISBN 0-14-044024-0. OCLC 833575.
9. ↑  Nussbaum, Martha C，第165頁.
10. ↑  Arieti，第18頁.
11. ↑  Dalby 2006，第19-24頁.
12. ↑  Plato. Edman, Irwin, editor. The Works of Plato. Modern Library. The Jowett translation. Simon and Schuster 1928.
13. ↑  柏拉图 & 王太庆(译)，第48頁，201D.
14. ↑  王曉朝譯, 138頁
15. ↑  Vlastos, Gregory. . Cambridge University Press. 1991-04-11. ISBN 978-0-521-31450-3.

### 书目
- 柏拉圖; 王曉朝 (譯). . 臺北: 左岸文化出版社. 2008年5月. ISBN 9789866723087 （中文（繁體））.
- 柏拉图; 王太庆(译). . 北京: 商务印书馆. 2013年1月. ISBN 978-7100094016.
- Arieti, James A. Interpreting Plato: The Dialogues As Drama. Rowman & Littlefield Publishers (1991). ISBN 978-0847676637
- Cobb, William S., "The Symposium" in The Symposium and the Phaedrus: Plato's Erotic Dialogues, State Univ of New York Pr (July 1993). ISBN 978-0-7914-1617-4.
- Leitao, David D., The Pregnant Male as Myth and Metaphor in Classical Greek Literature, Cambridge Univ Pr (2012). ISBN 978-1-107-01728-3
- Nussbaum, Martha C. The Fragility of Goodness: Luck and Ethics in Greek Tragedy and Philosophy. Cambridge University Press (2001). ISBN 978-0521794725
- Dalby, Andrew (2006), Rediscovering Homer, New York, London: Norton, ISBN 0-393-05788-7